# Музей романтизма (Опиногура-Гурна)

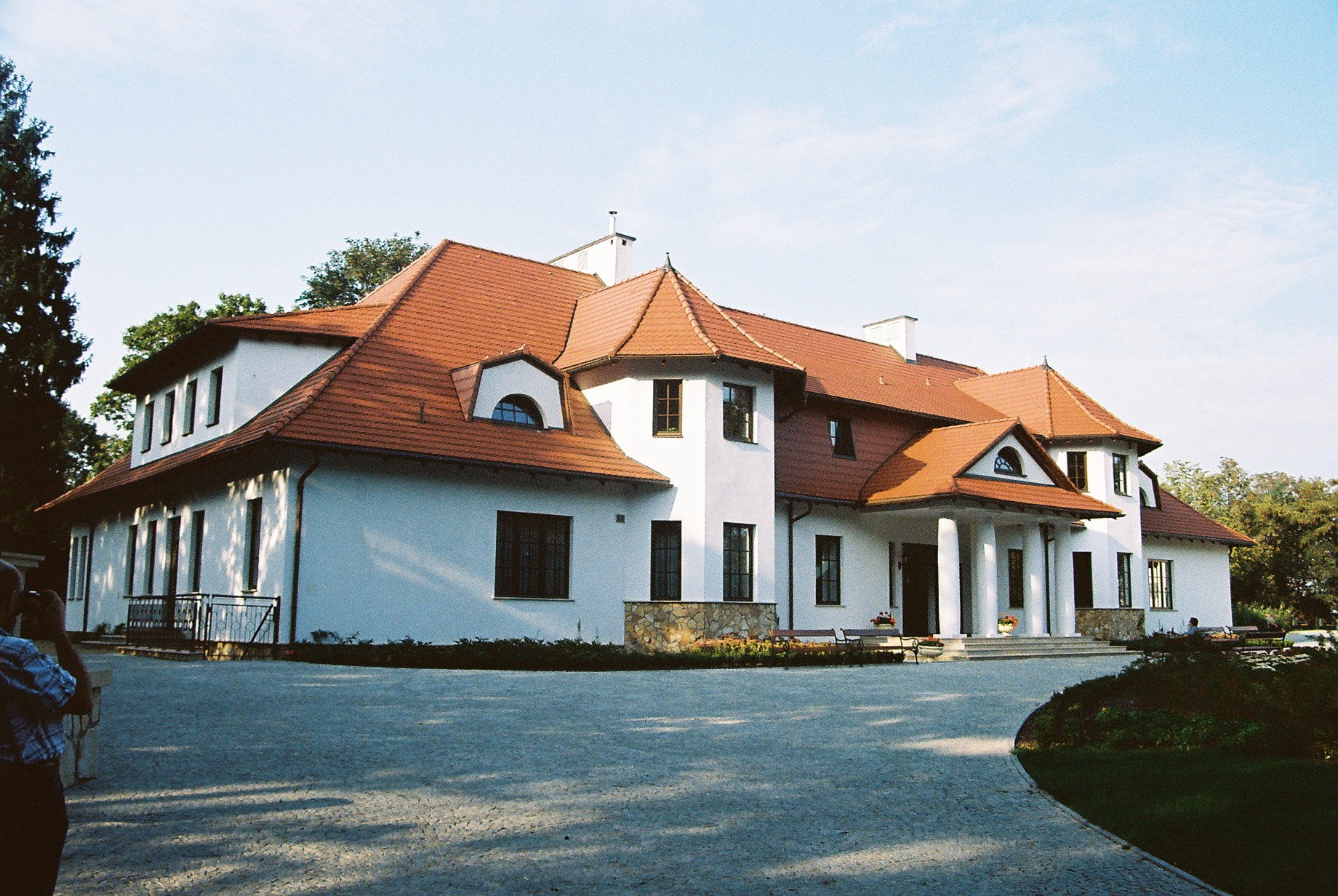
Усадьба

Музей романтизма (пол. Muzeum Romantyzmu) — музей, находящийся в населённом пункте Опиногура-Гурна Цеханувского повята Мазовецкого воеводства. Находится в отреставрированном неоготическом дворце. Музей зарегистрирован в Государственном реестре музеев.
Открытие музея состоялось 20 мая 1961 года во время празднования 150-летия передачи Наполеоном в собственность Винценту Красинскому села Опиногуры-Гурны, которое стало родовым гнездом Красинских. Музей собирает и демонстрирует экспонаты, связанные с историей шляхетского рода Красинских. Большая часть музея посвящена жизнедеятельности польского поэта и драматурга Зыгмунта Красинского. В музее также собраны предметы наполеоновской эпохи. Наиболее ценными предметами музея являются портфель Наполеона, взятый казаками во время переправы реки Березина, портрет Сигизмунда Красинского, написанный его женой Эльжбетой, семь портретов Красинских и мраморный бюст генерала Винцента Красинского. В музее находится библиотека прижизненных изданий Зыгмунта Красинского, архив и коллекция графики.
В состав музея входят следующие объекты:
- Неоготический дворец, построенный в 40-е годы XIX столетия. Во дворце находится постоянная экспозиция, посвящённая Красинским.
- Усадьба, построенная в начале XX века по проекту польского архитектора Юзефа Галензовского. Находится на месте более ранней, разрушенной усадьбы. В настоящее время в усадьбе демонстрируется постоянная выставка «Malarstwo polskie epoki romantyzmu» (Польское искусство эпохи романтизма).
- Специальная постройка с хозяйственными и служебными помещениями. В данной постройке демонстрируются временные выставки.
- Английский парк площадью 22 гектаров.